# مهرداد چهارم، پادشاه پنتوس
مهرداد چهارم پنتوس شناخته‌شده با نام «مهرداد فیلوپاتور فیلادلفوس» به معنی «مهرداد پدر دوست» و در برخی منابع «برادر دوست»، یکی از پادشاهان پونتوس در قرن دوم قبل از میلاد می‌باشد. مهرداد چهارم از اصل و نسب «ایرانی (پارسی) — مقدونی (یونانی)» و فرزند «مهرداد سوم، پادشاه پنتوس» بود. مهرداد، یک برادر به نام «فارناک یکم، پادشاه پنتوس» و یک خواهر به نام «لودیس» داشت. در تاریخ برای نخستین مرتبه، از سال ۱۷۹ قبل از میلاد به نام او برمی‌خوریم که در آن زمان با نام فارناک معاهده‌ای را با پادشاه دوم پرگامون منعقد می‌نماید به شکلی که از او به عنوان حاکم و سهیم در قدرت یاد می‌شود.